# Julien Billaut
Julien Billaut (Tolón, 26 de noviembre de 1981) es un deportista francés que compitió en piragüismo en la modalidad de eslalon. Ganó cuatro medallas en el Campeonato Mundial de Piragüismo en Eslalon entre los años 2005 y 2007, y tres medallas en el Campeonato Europeo de Piragüismo en Eslalon, oro en 2004 y dos bronces en 2009.

## Palmarés internacional
| Campeonato Mundial | Campeonato Mundial       | Campeonato Mundial | Campeonato Mundial |
| Año                | Lugar                    | Medalla            | Competición        |
| ------------------ | ------------------------ | ------------------ | ------------------ |
| 2005               | Penrith (Australia)      | Medalla de oro     | K1 por equipos     |
| 2006               | Praga (República Checa)  | Medalla de oro     | K1 individual      |
| 2006               | Praga (República Checa)  | Medalla de oro     | K1 por equipos     |
| 2007               | Foz do Iguaçu (Brasil)   | Medalla de plata   | K1 por equipos     |
| Campeonato Europeo |                          |                    |                    |
| Año                | Lugar                    | Medalla            | Competición        |
| 2004               | Skopie (Macedonia)       | Medalla de oro     | K1 individual      |
| 2009               | Nottingham (Reino Unido) | Medalla de bronce  | K1 individual      |
| 2009               | Nottingham (Reino Unido) | Medalla de bronce  | K1 por equipos     |